# Шиловцы
Шиловцы (укр. Шилівці) — село в Клишковецкой сельской общине Днестровского района Черновицкой области Украины.
До 2020 года входило в Хотинский район
Население по переписи 2023 года составляло 2628 человек. Почтовый индекс — 60022. Телефонный код — 3731. Код КОАТУУ — 7325089101.